# Saison 21 d'Inspecteur Barnaby
Chronologie
Saison 20 Saison 22
Cet article présente la vingt-et-unième saison de la série télévisée Inspecteur Barnaby.

## Synopsis
L'inspecteur Barnaby et le sergent Jamie Winter font toujours équipe pour résoudre les enquêtes du comté de Midsomer. Ils sont épaulés par le Dr Fleur Perkins, médecin légiste.

## Distribution
Acteurs principaux
- Neil Dudgeon : Inspecteur John Barnaby
- Nick Hendrix (en) : DS Jamie Winter

Acteurs récurrents
- Fiona Dolman : Sarah Barnaby
- Annette Badland : Dr Fleur Perkins

## Liste des épisodes
1. Le point d'équilibre
2. Meurtres en miniature
3. Du miel et du fiel
4. Le monstre du lac

### Épisode 1:Le Point d'équilibre
- Royaume-Uni : 21 janvier 2020
- France : 8 mars 2020

- Royaume-Uni :
- France : 3,26 millions de téléspectateurs[1]

### Épisode 2:Meurtres en miniature
- Royaume-Uni : 4 février 2020
- France : 22 mars 2020

- Royaume-Uni :
- France : 3,71 millions de téléspectateurs[2]

- Joanna Page (Holly Ackroyd)
- Clare Holman (en) (Fiona Beauvoisin)
- Eleanor Bron (Maxine Dobson)

### Épisode 3:Du miel et du fiel
- Royaume-Uni : 21 mars 2020
- France : 29 mars 2020

- Royaume-Uni
- France : 3,63 millions de téléspectateurs[3]

### Épisode 4:Le monstre du lac
- Royaume-Uni : 28 mars 2020
- France : 5 avril 2020

- Royaume-Uni :
- France : 3,93 millions de téléspectateurs[4]